# Мартин, Рики
Энри́ке Марти́н Мора́лес (исп. Enrique Martín Morales), наиболее известный как Ри́ки Ма́ртин (англ. Ricky Martin; род. 24 декабря 1971, Сан-Хуан, Пуэрто-Рико) — пуэрто-риканский поп-музыкант, актёр и писатель.
Мартин начал свою карьеру в 12 лет в мальчишеской поп-группе «Менудо»; после пяти лет, проведённых в группе, он выпустил несколько испаноязычных альбомов в 1990-е. Он также выступал на сцене и на ТВ в Мексике, после чего стал местной звездой. В 1994 году он появился в главных ролях в американской мыльной опере «Главный госпиталь», сыграв пуэрто-риканского певца.
В конце 1999 года после выпуска нескольких альбомов в Испании Мартин исполнил «The Cup of Life» на 41-й церемонии «Грэмми», что помогло ему продвинуться в жанре латиноамериканской поп-музыки на американской сцене. После успеха Мартин выпустил композицию «Livin’ la Vida Loca», которая поспособствовала его огромному успеху по всему миру и стала «бумом» в латиноамериканской поп-музыке в 1999 году и помогла пробиться другим испаноязычным артистам на англоязычный рынок. Песня была распродана 8 миллионами копий, став одним из самых продаваемых синглов за все время. Его первый англоязычный альбом (под одноимённым названием Ricky Martin), был распродан 22 миллионами копиями и был одним из самых продаваемых альбомов за всё время. Его другие студийные альбомы: Me Amarás (1993), A Medio Vivir (1995), Vuelve (1998), Sound Loaded (2000), Almas del Silencio (2003), Life (2005), Música + Alma + Sexo (2011) и A Quien Quiera Escuchar  (2015) — 10 студийный альбом.
Он распродал более 85 миллионов альбомов. У него 95 платиновых песен, 6 #1 альбомов в Billboard, 11 хитов номер один, 2 American Music Awards, 7 Grammy Awards, 8 World Music Awards, 10 Billboard Music Awards, 8 MTV Video Music Awards с концертами в более, чем 60 странах по всему миру.

## Жизнь и карьера

### Детство: 1971—1983
Мартин родился 24 декабря 1971 года в Сан-Хуане в семье бухгалтера Нерейды Моралес и психолога Энрике Мартина Негрони. Его родители развелись, когда ему было 2 года и Мартин много времени в детстве метался между отцовским домом на окраинах Университета Гарденс и домом бабушки по отцовской линии неподалёку. У Мартина два сводных брата по материнской линии, Фернандо и Анхель Фернандес, два сводных брата по отцовской линии, Эрик и Даниэль Мартин, и сводная сестра по отцовской линии Ванесса Мартин. У Мартина каталонские (испанские) корни от бабушки по материнской линии, которая родилась в Испании, а также корсиканские корни от бабушки по отцовской линии.
Мартин вырос в католической семье и был министрантом всё своё детство. Он начал петь в шесть, используя деревянную ложку как микрофон. Он часто переводил песни для Menudo, а также англоязычным группам такие как Led Zeppelin, Journey и REO Speedwagon. Его семья была музыкальной по материнской линии, а дедушка поэтом, который вдохновил юного Мартина на написание песен. Мартин позже размышлял над временем, когда он был маленьким: «Я всегда видел себя перед публикой, будь это двенадцать человек или сто тысяч, я чувствую энергию, которая возвращает меня в те времена, когда мы вместе собирались семьёй в моей юности». Когда Мартину было 9 лет, они с отцом нашли объявление в газете о прослушивании для рекламы, и таким образом он появился на пуэрто-риканском телевидении в рекламе содовых, зубной пасты и сети фастфуда. Через полтора года он засветился в 11 рекламах.

### Menudo: 1984—1989
Мартин стал звездой после появления в телевизионной рекламе в Пуэрто-Рико, и поэтому решил пройти прослушивание для пуэрто-риканской группы Menudo. Хотя продюсерам понравились его танцы и пение на двух прослушиваниях, ему отказали из-за маленького роста. На третьем прослушивании продюсерам понравилась его настойчивость в 1984 году и 13-летний Мартин стал её участником. После месяца в группе, он и команда впервые выступили в Luis A. Ferré Performing Arts Center в Сан-Хуане. Во время их выступления он забыл движения и начал кружить по сцене, хотя было запланировано, чтобы он стоял неподвижно, за что получил от менеджера шоу: «Ошибка была настолько большой, что с того момента я больше никогда не двигался, когда мне было сказано не шевелиться… Таковы были правила в „Menudo“: Ты либо делаешь, что тебе говорят, либо не состоишь в группе». Песня «Asignatura Pendiente» из альбома Almas del Silencio (2003) была основана на воспоминаниях Мартина о том, как он уехал из Пуэрто в тур с группой «Menudo».
Хотя Мартину нравилось выступать на сцене и путешествовать с «Menudo», он понял, что плотный график группы и строгое руководство стало утомлять, к тому же оно «стоило» ему детства. Он думал бросить группу во время тура в Бразилии, но в итоге решил остаться из-за страха быть опозоренным СМИ и нарушить контракт. Мартин также боролся со своей сексуальной природой, отметив сильный контраст между его статусом секс-символа и чувствами. Несмотря на это, Мартин признал, что у него был «отличный шанс получить столько невероятного опыта со столькими невероятными людьми» во времена, проведённые с группой. Он занялся филантропией, когда группа стала послами UNICEF, часто работая с неимущими детьми в странах третьего мира Опыт в качестве посла очень сильно на него повлиял и вдохновил на продолжение работы с благотворительностью в дальнейшем в жизни. К 1987 году продажи дисков «Menudo» начали падать, и группа сменила имидж, примерив на себя более дерзкий образ и исполняя песни с бо́льшим влиянием рока. Группа выпустила альбом Somos Los Hijos del Rock в Испании, и чтобы привлечь больше филиппинских фанатов «Menudo», выпустила альбом In Action, записав песни как на английском, так и на тагалоге.
После записи одиннадцати альбомов с группой, Мартин ушёл из «Menudo» в июле 1989 в 17 лет, в надежде отдохнуть и определить дальнейший путь в карьере. Он выступил в последнем шоу с группой там же, где впервые выступил, будучи её участником. Мартин вернулся в Пуэрто-Рико, чтобы окончить школу, и спустя 13 дней после исполнения совершеннолетия, он переехал в Нью-Йорк, чтобы отметить свою финансовую независимость; пока он находился в группе, ему было запрещено иметь счёт в банке. Он пошёл в Тишскую Школу Искусств при Нью-Йоркском Университете, но за несколько месяцев до начала учёбы, бросил учёбу и переехал в Мехико, чтобы сыграть в пьесе Mama Ama el Rock (Мама Любит Рок).

### Актёрская игра и два первых сольных альбома: 1991—1994
Во время выступления в спектакле Mama Ama el Rock продюсер заметил игру Мартина и предложил ему роль в мексиканской теленовелле Alcanzar una estrella (рус. Достичь звезды) после шоу. Он также появился во втором сезоне шоу Alcanzar una estrella II. В фильме по мотивам сериала Más que alcanzar una estrella Мартин также появился и заработал награду «El Heraldo» за роль в 1993 году. Сюжет повествовал о вымышленной группе «Muñecos de Papel» (рус. Бумажные куклы) в котором Мартин играл Пабло Лоредо, одного из шести участников; группа посетила несколько городов во время тура в Мексике и записала два альбома. Несмотря на то, что Мартин собирался отдохнуть после туров с «Menudo», ему понравились впечатления, которые он получил с другими участниками.
Мне было так приятно вернуться снова в мир музыки, где не было никаких ограничений...Весь тяжкий труд и рвение, наконец, начали давать свои плоды, и музыка вернулась в мою жизнь со всей силой и решительностью.
В 1990 году Мартин подписал договор с Sony Discos, латиноамериканским филиалом Sony Music Entertainment. Страстно желая выпустить свой первый сольный альбом, Мартин подписал контракт, даже не читая его, и по условиям договора оказалось, что он получит по центу за каждый проданный альбом. Хотя контракт для Мартина был и нечестным, он посчитал запись «началом чего-то феноменального» для него. После «круглосуточной» работы в фильме Alcanzar una estrella II и записи музыки Мартин выпустил свой дебютный сольный испаноязычный альбом Ricky Martin в ноябре 1991. В Ricky Martin вошло: «Fuego Contra Fuego» и «El Amor de Mi Vida». «Fuego Contra Fuego» был сертифицирован золотым в Мексике, Аргентине, Пуэрто-Рико и США. Чтобы продвинуть альбом, он поехал в тур по всей Латинской Америке, сказав, что это было «неописуемо, почти как дома».
После успеха Ricky Martin и его последующего тура, записывающая компания певца встретилась с ним и его заявленным продюсером Хуаном Карлосом Кальдероном для записи второго студийного альбома Me Amarás. Несмотря на то, что Мартин чувствовал себя «очень великолепно» за возможность поработать с Кальдероном, он отметил: «Я всегда знал, что запись была больше его, чем моя». На выпущенном в 1993 году Me Amarás была записана испаноязычная кавер-версия песни Лоры Брэниган «Self Control», под названием «Que Dia Es Hoy» (рус. Что сегодня за день?). В своём обзоре Алекс Хендерсон из AllMusic написал: «Приятное CD…но, в целом, Me Amarás слишком глянцевое, слишком ожидаемое и уж очень неестественное, несмотря на его достоинства».
В 1994 году агент Мартина посодействовал ему в переезде в Лос-Анджелес, чтобы сняться в американском ситкоме Getting By. Шоу закрылось после двух сезонов, но вскоре Мартину дали роль певца/бармена Мигеля Мореса в мыльной опере Главный госпиталь. Мартин понял, что он потерял взаимопонимание с актёрским составом Главный госпиталь и заметил, что люди относятся к нему по-другому из-за пуэрториканского акцента. В то время было редкостью увидеть на американском телевидении испаноязычных людей, и люди думали, что он прошёл специальные курсы для появления акцента, но все отрицал. Это было как раз то время, когда Мартин вступил в интимные отношения с мужчиной. Он «перестал бояться своей сексуальной ориентации» и вскоре признался своей матери с кем ему комфортно. Однако, после того, как отношения закончились, Мартин «ещё больше закрылся», и начал снова встречаться с женщинами. Он вспоминал: «Я уже понял каково это быть латиноамериканцем в Голливуде; что может быть хуже, чем быть латиноамериканским геем?»

### A Medio Vivir,Vuelveи прорыв: 1995—1998
В 1995 Мартин сфокусировался на музыкальной карьере и начал работать над третьим альбом A Medio Vivir. Первый сингл, баллада «Te Extraño, Te Olvido, Te Amo» была воспоминанием о его прошлой работе. С этой песней Мартин продолжил покорять рынки от Латинской Америки и испаноязычной публики до Европы и Азии. Однако запись также сделала прогресс от традиционной баллады до более рискованного слияния музыки, сконцентрированного на традиционном латиноамериканском звучании, выразившись в песне «María». Из-за сильно большой разницы в стилях музыки продюсеры записывающего лейбла подумали, что песня погубит карьеру Мартина. Несмотря на это, «María» была выбрана вторым синглом из альбома и стала прорывом, достигнув первой строки во Франции, Испании, Германии, Бельгии, Голландии, Швейцарии, Финляндии, Италии, Турции и во всех странах Южной Америки. С A Medio Vivir он получил хорошую репутацию, как Chayanne и Марк Энтони, за популяризацию пуэрто-риканской музыки в Испании. Альбом был распродан более 3 миллионами копиями по всему миру.
В интервью 1996 года The Miami Herald Мартин сказал, что не отказался бы выступить на Бродвее. Через некоторое время после интервью ему позвонил продюсер Ричард Джей-Александр и предложил ему главную роль Мариуса Понмерси в пьесе Отверженные. После окончания мирового турне в поддержку A Medio Vivir, Мартин вернулся в Нью-Йорк, чтобы появиться в спектакле, который шёл одиннадцать недель. Его сильно это впечатлило, и он сказал, что то время было «честью» для него и это была «роль всей [его] жизни». Мартин вернулся в турне после того, как закончились выступления в пьесе, и он отметил, что публики стало вдвое больше, и она стала более воодушевлённой. В 1997 году Мартина пригласили на престижный Sanremo Music Festival в Санремо, Италия. После приземления в Италии запланированный полёт на вертолёте в Санремо пришлось перенести из-за плохих условий погоды. В надежде прибыть на фестиваль вовремя Мартин и его команда погнали на машине по гористой местности со скоростью более 200 км/ч. В итоге машина развернулась слишком быстро и перевернулась. Однако, «они отделались только царапинами и синяками», и он прибыл вовремя на такси на следующий день. Летом 1997 начался тур по Испании, где выступил на 45 шоу в 36 городах.
Во время тура Мартин вернулся в студию, чтобы записать свой четвёртый альбом Vuelve (1998). Он сказал, что одновременное записывание альбома и турне было «жёстко и неистово». После окончания записи певец заключил контракт с FIFA, чтобы написать песню для 1998 World Cup; Мартин впоследствии написал «La Copa de la Vida» с К. К. Портером и Драко Роза. Он исполнил песню на финале Мирового Кубка на Стад де Франс 12 июля. Его выступление, которое посмотрели более миллиарда зрителей в 187 странах, было названо «глобальной минутой славы для латиноамериканской поп-музыки». «La Copa de la Vida» достиг первой строки в чартах мира и стал золотым и платиновым в различных странах. Он был награждён «Песней года» на церемонии Lo Nuestro Awards в 1999 году Главный трек и баллада «Perdido Sin Tí» заняли первые места в Hot Latin Songs. Последующие синглы были таковы: «La Bomba», «Por Arriba, Por Abajo» и «Corazonado». Vuelve провёл 26 недель на первой строке в Billboard Top Latin Albums. Он стал первым альбом, попавшим в топ-40 в Billboard 200 в США, где он был сертифицирован платиновым по данным RIAA. Альбом также занял первую строку в Испании, Норвегии и было продано более 9 миллионов копий по всему миру.
Мартин был номинирован на свой первый «Грэмми» за Vuelve в категории Лучший Латиноамериканский Поп Альбом, и спел на 41-й церемонии «Грэмми» вживую в прямом эфире. Он объявил, что будет исполнять «La Copa de la Vida», за что получил неожиданные бурные овации, и таким образом представился перед основной американской публикой. Мартин выиграл «Грэмми» позже в тот же вечер. Его появление вызвало международный интерес к латиноамериканской музыке. Майкл Паолетта написал 24 апреля 1999 года для Billboard: «Через длительное время после [выступления], казалось, что в каждой новой записи лейбла все искали следующий латиноамериканский хит».

### Англоязычные альбомы: 1999—2002
После коммерческого успеха в Азии, Европе и Латинской Америке Мартин подготовил свой новый альбом на английском в 1999 году в попытке переключиться на американский рынок. Одноимённый альбом, который дебютировал на первой строке в Billboard 200 и распроданный 661,000 копиями после первой недели выпуска, стал самым успешным альбомным дебютом в чартах Billboard испаноязычного артиста. Его авторами и продюсерами стали Дезмонд Чайлд, Дайан Уоррен, Уильям Орбит, Джордж Норига и его друг детства Драко Роза. В создании альбома также приняли участие специальные приглашённые гости: Мадонна в испано-английском дуэте «Be Careful (Cuidado con mi Corazón)» и Meja с «Private Emotion». Спустя две недели после выпуска альбома Мартин попал на обложку журнала Time с заголовком «Latin Music Goes Pop!» (рус. Латинская Музыка Становится Популярной). До выпуска альбома Джанет Джексон сотрудничала с Рики Мартином для латиноамериканской версии «Ask for More», промосингл и реклама вышли как часть пропаганды компании безалкогольного напитка Pepsi.
Первый и самый знаменитый сингл был «Livin' la Vida Loca», который достиг первой строки во многих странах мира, включая США, Великобританию, Канаду, Ирландию и Новую Зеландию. «Livin' la Vida Loca» — самый большой хит Рики Мартина. Режиссёром клипа стал Уэйн Айшем с Ниной Морич в главных ролях. Следом вышел «She's All I Ever Had», который достиг второй позиции в Billboard Hot 100. Оба трека достигли первой позиции в Hot Latin Songs. «Livin' la Vida Loca» в целом стала расцветом латиноамериканской поп-музыки в 1999 году и помогла перейти другим латиноамериканским артистам (первым Дженнифер Лопес и Энрике Иглесиас, а затем и Шакире) на англоязычный рынок. Ricky Martin стал одним из самых продаваемых альбомов 1999 года и был сертифицирован 7 раз платиновым в США, продав более 22 миллиона копий по всему миру. В октябре 1999 года Мартин уехал в очень успешное годовое турне Livin' la Vida Loca Tour.
После такого успеха новый англоязычный альбом Sound Loaded был выпущен в ноябре 2000 года. Он дебютировал на четвёртой строке в Billboard 200 и был сертифицирован 2 раза платиновым по данным RIAA. «She Bangs» и «Nobody Wants to Be Lonely» (в дуэте с Кристиной Агилерой) достигли пика на двенадцатой позиции и тринадцатой в Billboard Hot 100 соответственно. Оба сингла достигли первой строки в Hot Latin Songs. Sound Loaded был распродан более 8 миллионами копиями по всему миру.
В феврале 2001 года Мартин выпустил испаноязычный альбом лучших хитов La Historia, который держался на первой строке пять недель в Billboard Top Latin Albums и дебютировал на восемьдесят третьей в Billboard 200. Он также держался на топовой позиции в Швеции три недели. В альбоме находятся две переработанные ранее вышедшие песни «Fuego Contra Fuego» и «El Amor de Mi Vida». В ноябре 2001 был выпущен англоязычный альбом лучших хитов The Best of Ricky Martin по всему миру. В нём были два ремикса «Amor».

### Almas del SilencioиLife: 2003—2006

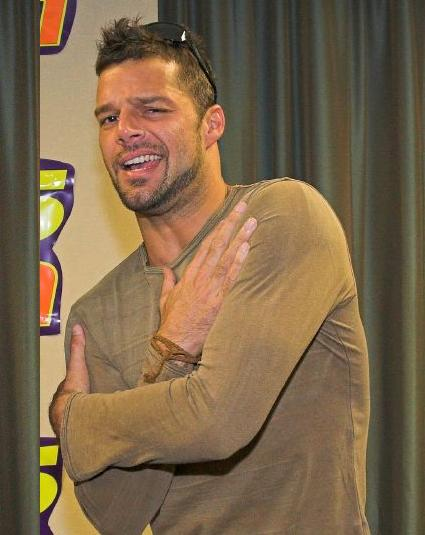
Рики Мартин в 2005.

В мае 2003 года Мартин выпустил новый испаноязычный альбом Almas del Silencio. Первый сингл «Tal Vez» дебютировал на первой строке в Hot Latin Songs и оставался там одиннадцать недель, став самым лучшим латиноамериканским синглом года. Мартин рассказал о своём новом альбоме: «Мне правда нужно было вернуться назад, чтобы сосредоточиться на главном, на истоках. Мне необходимо было покопаться внутри себя очень глубоко и найти те чувства, потому что адреналин и эйфория, с которыми я жил последние пару лет, похоже, подорвали меня». Almas del Silencio дебютировал на двенадцатой строке в Billboard 200 и достиг первой строки в Billboard Top Latin Albums, где оставался шесть недель. Альбом был распродан более, чем миллионом копий. Следующие синглы «Jaleo» и «Y Todo Queda en Nada» достигли первой строки в Hot Latin Songs. «Jaleo» также держался на верхушке чарта в Испании четыре недели.
В октябре 2005 Мартин выпустил свой первый англоязычный альбом после последнего Sound Loaded 2000 года и десятый по счёту. Большинство песен альбома Life были написаны в соавторстве с Мартином. Он прокомментировал так этот альбом: «Я реально прочувствовал свои эмоции. Я думаю, этот альбом такой же многогранный, как, в принципе, и наша жизнь. Он о том, как когда ты чувствуешь злость. Он о том, как когда ты чувствуешь радость. Он о том, как когда ты чувствуешь неуверенность. Он о чувствах. И все мои эмоции вложены в него». Альбом дебютировал на шестой строке в Billboard 200. Первый сингл альбома был «I Don’t Care» при участии приглашённых звёзд Fat Joe и Amerie. Он достиг пика на третьей строке в Hot Dance Club Songs и шестьдесят пятой в Billboard Hot 100. Другая песня из альбома «It’s Alright» была перезаписана дуэтом с французским певцом Мэттом Покора. Он был успешен во французско-язычных странах, достигнув четвёртой строки во Франции.
Вскоре после Мартин объявил о начале One Night Only with Ricky Martin. Он начался в Мехико 15 ноября 2005 года После того, как закончился первый этап, включающий Латинскую Америку и США, Мартин выступил на церемонии Закрытия Олимпийских Игр 2006 в Турине. Спустя несколько дней он объявил о втором этапе тура, в который входила Европа и Азия. Он начался 21 апреля 2006 в Манчестере, Великобритания и закончился 3 июня 2006 в Тель-Авиве, Израиль.

### MTV Unpluggedи мировой тур: 2006—2007
17 августа 2006 года Мартин записал свой концертный альбом MTV Unplugged в Майами. Впервые он вышел на MTV Latin America, MTV Tr3s и MTV Puerto Rico в октябре 2006 и был выпущен на CD и DVD в ноябре 2006. Альбом имел успех среди критиков и публики. Он дебютировал на первой строке в Billboard Top Latin Albums и тридцать восьмой в Billboard 200. На Latin Grammy Awards of 2008 MTV Unplugged получил награду «Лучший Мужской Поп-Альбом» и «Лучший Хорошо Снятый Клип». Первый сингл «Tu Recuerdo» при участии Ла Мари из Chambao держался на первой строке три недели в Hot Latin Songs. Следующий сингл «Pégate» достиг пика на шестой строке Hot Dance Club Songs.
19 февраля 2007 года Мартин уехал в свой тур Black and White Tour, который начался с выступления в José Miguel Agrelot Coliseum в Пуэрто-Рико и закончился презентацией на Madison Square Garden в Нью-Йорке 14 октября 2007. Он также записал дуэт с Эросом Рамазотти «Non siamo soli», который держался на первой строке в итальянских чартах одиннадцать недель.

### Перерыв в карьере: 2007—2010
После окончания мирового турне Мартин сделал перерыв в музыкальной карьере и сосредоточился на личной жизни. В ноябре 2007 Sony BMG Norte выпустил Ricky Martin Live: Black and White Tour на CD, DVD и Blu-ray Disc. Год спустя был выпущен испаноязычный альбом лучших хитов 17. Это было краткое изложение 17-летней музыкальной карьеры Рики Мартина, в которое вошло большинство испаноязычных песен.

### Автобиография,Música + Alma + SexoиEvita: 2010—2013

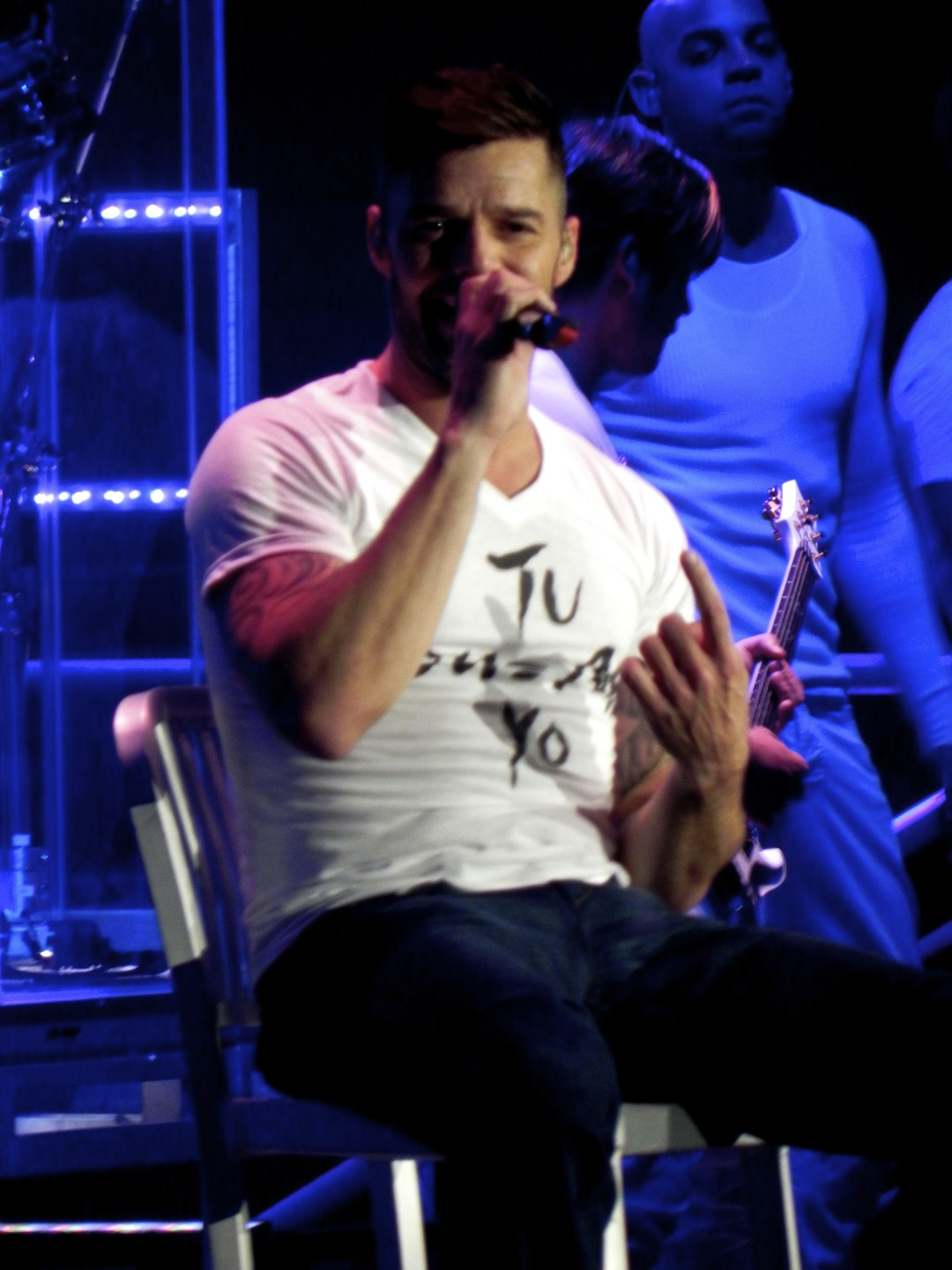
Мартин выступает в Чикаго 19 апреля 2011.

Автобиография Рики Мартина Me была опубликована 2 ноября 2010 года. Книга попала в «Список бестселлеров The New York Times», дебютировав на пятой позиции в списке «Документальных Книг в Твердом Переплете». Одновременно вышло издание на испанском языке Yo.
Сингл Мартина «The Best Thing About Me Is You» при участии Джосс Стоун также вышел в свет 2 ноября 2010 и достиг пика на семьдесят четвёртой строке в Billboard Hot 100. Испанская версия «Lo Mejor de Mi Vida Eres Tú» держалась на топовой позиции в Hot Latin Songs две недели. Она вышла вместе с его новым студийным альбомом Música + Alma + Sexo, выпущенным 31 января 2011. Он дебютировал на третьей строке в Billboard 200 это был самый высокий старт в этом чарте, при том, что это был полностью испаноязычный альбом, выпущенный в США со времён Dreaming of You Селены. Música + Alma + Sexo также является альбомом с самым высоким стартом в Billboard 200, выпущенным на Sony Music Latin. Он провёл две недели на первой строке в Billboard Top Latin Albums. 25 марта 2011 Мартин начал тур Música + Alma + Sexo World Tour, который закончился 12 ноября 2011. Второй сингл альбома «Más» был выпущен 5 апреля 2011 года и достиг пика на седьмой строке в Hot Dance Club Songs. «Frío» при участии Wisin & Yandel был выбран в качестве третьего сингла.
17: Greatest Hits был выпущен 11 июля 2011 года эксклюзивно в Великобритании. Рики Мартин сыграл Че в бродвейском исполнении Эвиты, предварительный просмотр которого был назначен на Бродвее на март 2012 года, перед открытием в апреле того же года. Он получил смешанные отзывы.
Мартин был приглашённой звездой в роли испанского учителя в сериале Хор на канале the Fox TV, сыграв в эпизоде «Испанский Учитель» 7 февраля 2012 года. Мартин выпустил впервые свой бальзам для губ «Ricky’s Lip Conditioner» в апреле 2012 как часть кампании M.A.C Cosmetics «Ricky and Nicki for Viva Glam». Он снял рекламу вместе с Ники Минаж. На каждой упаковке бальзаме присутствует автограф Мартина.

### The Voice Australia, «Come with Me» и австралийский тур: 2013
В ноябре 2012 Мартин объявил, что будет судьёй на передаче Голос (Австралия) и появился в первом эпизоде второго сезона 7 апреля 2013 года.
В апреле 2013 Мартин выпустил свой альбом Greatest Hits: Souvenir Edition в Австралии, где он достиг второй строки в ARIA Singles Chart и был сертифицирован золотым. В июне 2013 он выпустил новый англоязычный сингл «Come with Me», который стал потом его первым синглом четвёртого англоязычного студийного альбома. Он также начал турне 2013 Australian Tour в октябре 2013 года.

## Музыкальный стиль
Голос Мартина иногда называют тенором по аналогии с голосами оперных исполнителей. В песнях Мартина присутствуют различные жанры латиноамериканской музыки: сальса, меренга и болеро. Его также вдохновили такие артисты как Fania All-Stars, Селия Крус, El Gran Combo de Puerto Rico и Гильберто Санта Роза, песни которых мама пела ему в детстве. Мартин говорит, что эти музыканты помогли ему «оценить все богатство культуры [его] острова».

## Другая деятельность
В ноябре 2013 года Мартин учредил Вселенную Пикколо (англ. Piccolo Universe) — онлайн-сообщество для родителей и опекунов со всех концов мира, чтобы праздновать, делиться радостями и проблемами по воспитанию детей.
Первая книга Мартина для детей, «Сантьяго-мечтатель в стране звёзд» (англ. Santiago the Dreamer in Land Among the Stars), была опубликована в ноябре 2013. Одновременно вышло и испаноязычное издание, «Santiago el soñador entre las estrellas». Иллюстратором книги выступила Патрисия Кастело.

## Личная жизнь
Мартин также известен как «Кики» или «Кикито» среди друзей и близких. Мартин рос католиком, но говорит, что открыт для всех религий мира, особенно для буддийской философии, хотя он не считает себя буддистом. Он считает, что слепая вера в одну религию «ограничивает» в человеке его индивидуальность, отметив в 2006 году: «Мне правда нравится буддийская философия, но это не значит, что я приверженец этой религии. Если я присоединюсь к буддизму, у меня больше ничего не будет… Я не собираюсь слепо следовать этим правилам». Мартин начал практиковать йогу после поездки в Таиланд в 1997 году.
Ему нравится сёрфинг, прыжки с парашютом и отдых на индийском субконтиненте, включая Индию и Непал, отчасти из-за интереса к йоге и буддизму, происхождения буддизма и его священных паломнических мест, таких как Бодх-Гая, Сарнатх и Кушинагар, которые находятся в Индии.
В ноябре 2011 года он официально стал гражданином Испании, в знак благодарности своим артистическим талантам и происхождения из этой страны, и у него есть поместье в Мадриде. 9 сентября 2011 года он продал свой дом в Майами за $16,3 миллиона, который он купил в 2007 году за $16,5 миллиона. В официальном заявлении, написанном в Испании, Мартин чётко заявил, что не забыл, что он пуэрториканец по рождению: «Я родился в Пуэрто-Рико, я пуэрториканец, и Пуэрто-Рико — моя страна. Я сделал запрос на получение гражданства в Испании не очень давно и ждал ответа. Этот шаг — часть будущего плана в мировом сообществе, частью которого я являюсь. Испания — это страна, связанная со многими моими воспоминаниями, и нас связывают крепкие узы моего происхождения и любовь, которую я получил, когда впервые приехал туда.»
Мартин стал вегетарианцем в марте 2013 года.

### Отношения и сексуальная ориентация
Согласно интервью Rolling Stone в 1999 году, Мартин потерял девственность в возрасте 14 лет в Аргентине. В 1990 году, вскоре после того, как он приехал в Мексику, он познакомился с женщиной, которая была ведущей телевизионного шоу. Они быстро начали встречаться и расстались через несколько месяцев. В 1992 году он влюбился в мексиканскую певицу Алехандру Гусман. Они начали встречаться, пока Гусман не вернулась к своему мужу. В интервью Univision Мартин признался, что она разбила ему сердце. В том же году у него были отношения с аргентинской теннисисткой Габриэлой Сабатини.
Во время игры в General Hospital он познакомился на радиостанции с мужчиной, перестал бояться гомосексуальности и начал встречаться с ним. Мать Мартина поддержала его. Однако после того, как отношения закончились, Мартин спрятал свои чувства ещё глубже и снова начал встречаться с женщинами. Он вспоминает: «Я уже понял, что быть латиноамериканцем в Голливуде трудно. Что может быть хуже, чем быть латиноамериканцем и геем?» Мартин начал встречаться с мексиканской телеведущей Ребеккой де Альба в 1994 году. Они периодически встречались и расходились до 2005 года. В мае 2021 года Альба рассказала, что была беременна от Мартина, но беременность закончилась выкидышем. У Мартина также были отношения с Лилли Мелгар, Адрианой Бигой, Майтал Сабан и Инес Мисан после его расставания с Альбой в 2005 году.
6 августа 2008 Мартин стал отцом двух мальчиков-близнецов, Маттео и Валентино, рождённых от суррогатной матери.
После успеха «Livin' la Vida Loca» личная жизнь Мартина стала объектом интереса из-за большого количества поклонников среди гей-сообщества, и ему начали задавать вопросы по поводу его ориентации. В интервью «The Mirror» в декабре 2000 года Мартина попросили прокомментировать слухи касательно его ориентации, на что он ответил: «Никого не касается, был я в постели с коровой, с метлой или с женщиной. Я не собираюсь никому сообщать, гей я или нет».
29 марта 2010 года Мартин публично заявил о своей гомосексуальности в посте на его официальном сайте: «Я рад сообщить вам, что я счастливый гомосексуальный мужчина. Я очень счастлив быть тем, кто я есть». Мартин отметил: «Все эти годы молчания и критики сделали меня сильнее и напомнили мне, что признание приходит изнутри, что такая правда даёт мне силу бороться с эмоциями, о которых я даже не знал». В 2010 году, после каминг-аута Мартина, Барбара Уолтерс выразила сожаление о том, что требовала от Мартина признаться, гей ли он, в интервью в 2000 году. «Toronto Star» процитировал её: «Я думаю, что тогда это был совершенно неуместный вопрос».
На «Шоу Опры Уинфри» Мартин объявил, что состоит в отношениях. В 2011 году, во время речи при получении премии имени Вито Руссо на 22-й GLAAD Media Awards, Мартин публично поблагодарил своего бойфренда Карлоса Гонсалеса Абеллу, экономиста. Его отношения с Абеллой закончились в январе 2014.
Мартин также выступил в поддержку однополых браков в интервью на «Шоу Ларри Кинга», и рассказал о своём опыте. «Говорить о том, что я гей, кажется правильным…», — заявил Мартин, добавив: «Если бы я знал, как это хорошо, я бы сделал это ещё десять лет назад».
В 2016 году Мартин пояснил, что его привлекают как мужчины, так и женщины, но в романтических отношениях он заинтересован исключительно с мужчинами. «Я знаю, что меня привлекают и мужчины, и женщины. Я против ярлыков, касающихся сексуальной ориентации. Все мы люди с эмоциональными и сексуальными потребностями», — заявил он. Мартин также добавил: «Я — гей. Меня привлекают мужчины, но я хочу наслаждаться полной сексуальной свободой. Если я чувствую страсть к женщине, я не против провести с ней ночь».
С апреля 2016 года Мартин встречается со шведско-сирийским художником Джваном Йосефом. В ноябре того же года на шоу Эллен Дедженерес они объявили о своей помолвке. В январе 2018 года Мартин объявил, что он и Йосеф официально сочетались браком. 31 декабря 2018 года Мартин и Йосеф через Инстаграм объявили о том, что у них родилась дочь Люсия Мартин-Йосеф (род. 24 декабря 2018). 29 октября 2019 года он поделился фотографией себя, Йосефа и их новорождённого сына по имени Ренн Мартин-Йосеф с подписью: «Родился наш сын Ренн Мартин-Йосеф». В июле 2023 года Мартин и Йосеф объявили, что расстались и разводятся после шести лет брака.

### Благотворительная деятельность

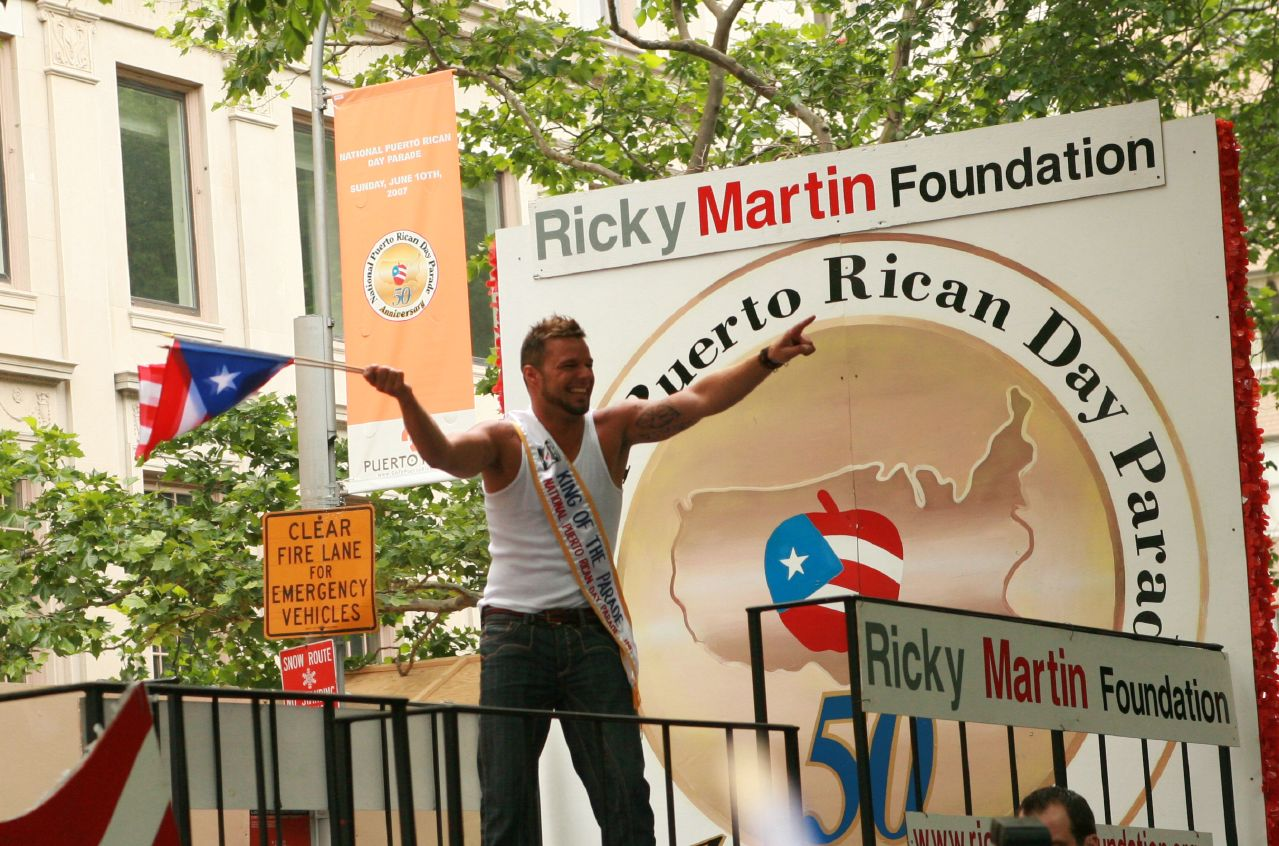
Рики Мартин на «Национальном дне пуэрториканца в США» в Нью-Йорке, 2007

Мартин является основателем Fundación Ricky Martin (Фонда Рики Мартина), некоммерческой организации. Среди событий, продвинутых фондом, был летний лагерь для бедных, Рики лично участвовал в организации и общался с детьми.
Мартин был удостоен чести получить многие награды за благотворительную деятельность, включая: Награда за Лидерство в Благотворительности, награда «Дух Надежды» (Billboard), ALMA, Награда за Авангардизм, Международная Гуманитарная Награда за работу в Международном Центре Без Вести Пропавших и Эксплуатируемых Детей, Испанская благодарность за помощь через фонд Сабрера в спасении трёх сирийских девочек в Калькутте (сентябрь 2002).
Мартин также сотрудничал с Международной организацией по миграции в Llama y Vive (Сообщи и Выживи), компании, которая нацелена на предотвращение торговли людьми и детьми и преследование работорговцев. За его работу против работорговли Государственный департамент США назвал Мартина одним из своих «Герой в Окончании Современного Рабства» в 2005 году.

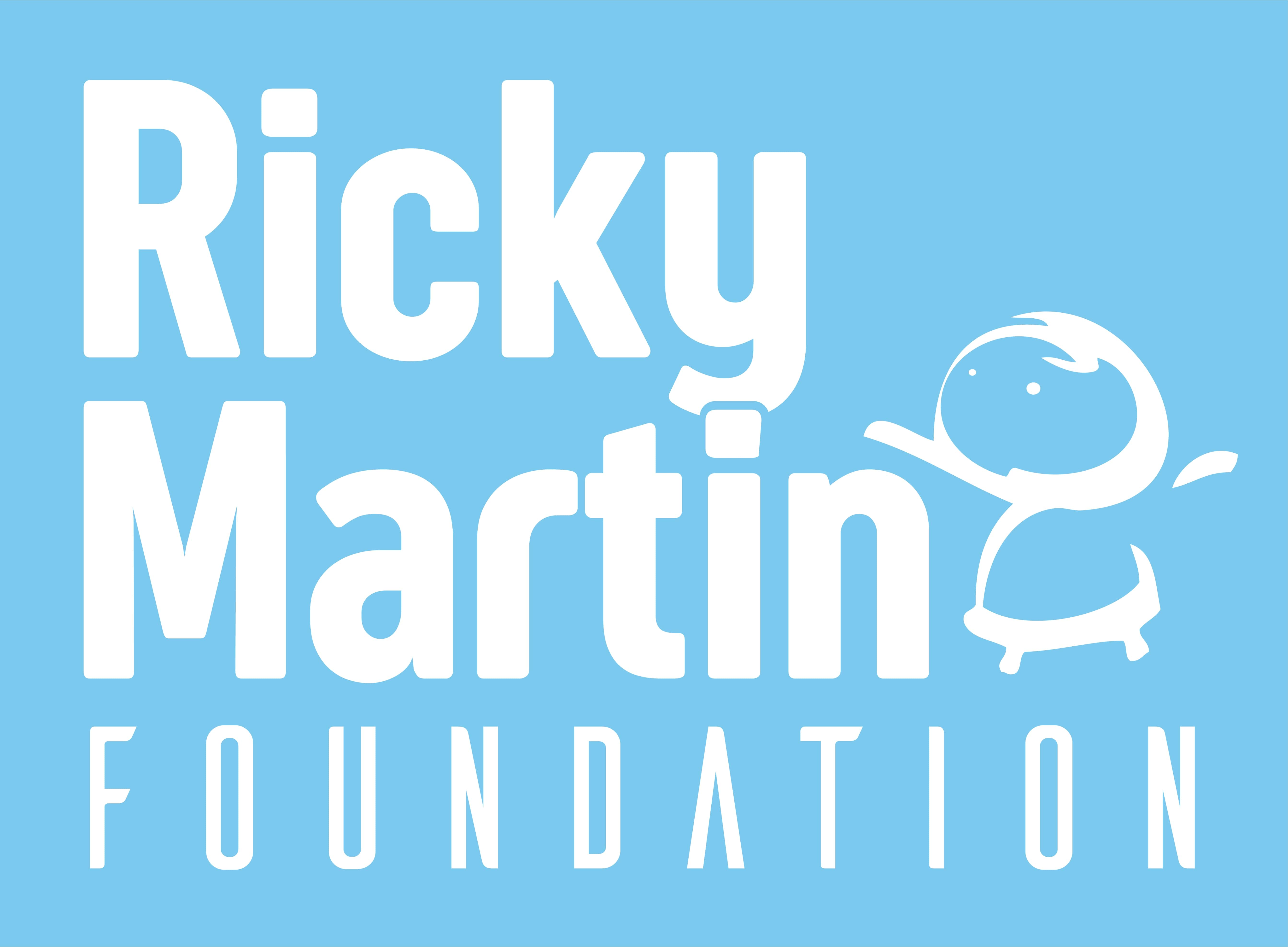
Логотип

Фонд Рики Мартина был основан Рики Мартином и призван улучшать благополучие детей по всему миру.
Его первоначальный проект был «Люди за Детский проект», который был нацелен на искоренение детского рабства. Фонд пострадавших от Цунами вместе с «Жильём для Людей» строят дома в Таиланде.
Фонд также тесно сотрудничает с UNICEF.

### Политические взгляды

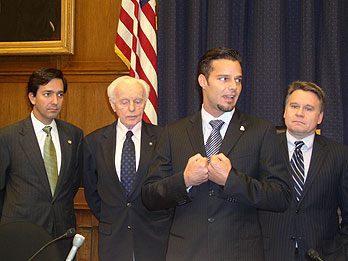
Рики Мартин (посередине справа) в Конгрессе с Луисом Фортуньо (крайний слева), Томом Лантосом (посередине слева) и Крисом Смитом (крайний справа).

Мартин был хедлайнером на инаугурации президента Джорджа Буша в 2001 году; он даже предложил новоиспечённому президенту присоединиться к нему на сцене, чтобы потанцевать. Журналисты сделали фотографии и потом транслировали в различных СМИ по всему миру. Мартин позже отразил это событие в песне «Asignatura Pendiente».
Мартин поменял своё мнение относительно бывшего президента. На концерте в Пуэрто-Рико, исполняя песню Asignatura Pendiente, Мартин осуждающе показал средний палец во время строчки «фото с Бушем». Жест понравился публике, но вызвал споры в СМИ. Мартин написал по электронной почте в заявлении Ассошиэйтед Пресс через пресс-секретаря: «Мои взгляды, касающиеся мира и жизни, не ограничиваются рамками любого правительства и политическими планами, пока у меня есть голос на сцене и вне её, я всегда буду осуждать войну и тех, кто её пропагандирует».
Во время его появления на Billboard Latin Music Awards 29 апреля 2010 года, Мартин выразил своё несогласие с законом Arizona SB 1070, который принуждает полицейских требовать документы от людей, похожих на иммигрантов. Он раскритиковал закон за его «дискриминацию против нас просто из-за того, что ты выглядишь как латиноамериканец» и обратился к латиноамериканскому населению: « Да здравствует любовь, да здравствует мир…Вы не одиноки. Мы с вами. Остановите дискриминацию. Остановите ненависть. Остановите расизм».
Мартин поддержал Барака Обаму в его переизбрании, проведя акцию по сбору денег с президентом в Нью-Йорке 21 мая 2012 года. Он одобрил заявление президента о поддержке однополых браков.

## Дискография

### С группой Menudo
- Evolución (1984)
- Menudo (1985)
- Ayer Y Hoy (1985)
- A Festa Vai Começar (Portuguese) (1985)
- Viva! Bravo! (Italian) (1986)
- Refrescante (1986)
- Menudo (Portuguese) (1986)
- Can’t Get Enough (1986)
- Somos Los Hijos del Rock (1987)
- In Action (English-Tagalog) (1987)
- Sons of Rock (1988)
- Sombras Y Figuras (1988)

### Сольные альбомы
- Ricky Martin (1991)
- Me Amaras (1993)
- A Medio Vivir (1995)
- Vuelve (1998)
- Ricky Martin (1999)
- Sound Loaded (2000)
- La Historia (2001)
- The Best of Ricky Martin (2001)
- Almas del Silencio (2003)
- Life (2005)
- Música + Alma + Sexo (2011)
- Greatest Hits (2011)
- A Quien Quiere Escuchar (2015)
- Movimiento (2020)

## Фильмография
- 1985 : Лодка любви (сериал) в роли Рики
- 1987 : Por siempre amigos (аргентинский сериал) в роли Рики
- 1991 : Alcanzar una estrella II (сериал) в роли Пабло Лоредо
- 1992 : Más que alcanzar una estrella в роли Энрике
- 1993 : Getting By (сериал) в роли Мартина
- 1994 : Главный госпиталь (сериал) в роли Мигеля Мореса (1994-95)
- 1996 : Barefoot in Paradice (сериал) в роли Сандовала
- 1997 : Геркулес (испанский язык, только голос) в роли Геркулеса
- 2006 : Ты — моя жизнь (аргентинский сериал) в роли самого себя
- 2011 : Шоу Опры Уинфри гость
- 2011 : Susana Giménez гость
- 2012 : Хор (сериал) в роли Дэвида Мартинеса
- 2018 : Убийство Джанни Версаче: Американская история преступлений в роли Антонио Д’Амико, партнёра Джанни Версаче
- 2024 : Палм-Рояль (сериал) в роли Роберта

## Театр
- Отверженные (1996), Бродвей — Мариус
- Эвита (2012), Бродвей — Че

## Мировые турне
| Год         | Название                              |
| ----------- | ------------------------------------- |
| 1992        | Ricky Martin Tour                     |
| 1993 — 1994 | Me Amaras Tour                        |
| 1995 — 1997 | A Medio Vivir Tour                    |
| 1998        | Vuelve World Tour                     |
| 1999 — 2000 | Livin' la Vida Loca World Tour        |
| 2005 — 2006 | Una Noche Con Ricky Martin World Tour |
| 2007        | Black & White Tour                    |
| 2011        | MUSICA+ALMA+SEXO (2011)               |
| 2013        | 2013 Australian Tour                  |
| 2015-2016   | One World Tour                        |
| 2020        | Movimiento Tour                       |

## Достижения
- Мартина выбрали вместе с Феликсом Тринидадом в 1999 году возглавить мировую пуэрто-риканскую туристическую компанию, оба являются ярким примером пуэрто-риканской молодёжи, энтузиазма и упорного характера.
- В феврале 2004 года Мартин получил награду Ло Нуэстро в Майами.
- Мартин получил награду в 2006 году в категории «Латиноамериканский Певец Года» от «Латиноамериканской Записывающей Академии» 1 ноября 2006 года. Он был выбран за достижения мирового успеха, виртуозного исполнения и пламенное человеколюбие. Часть доходов от церемониального ужина пошли в фонд Рики Мартина.
- 16 октября 2007 Мартин получил 2351-ю звезду на Голливудской «Аллее славы»[130], сразу после того, как получил ключ от города Майами-Бич 11 октября. Звезда находится рядом с торговым комплексом Голливуд и Хайленд. Мэр Лос-Анджелеса Антонио Виллараигоса и Рита Морено были приглашены на открытие церемонии[77].
- В 2008 году Пуэрто-Рико объявил 31 августа Международным Днём Рики Мартина.
- В 2011 году получил испанское подданство за вклад в искусство[2].
- Вдобавок ко множественным наградам, полученным за всю музыкальную карьеру, Мартин также получил много наград за благотворительную деятельность.
- Получил Грэмми в 2016 году за лучший латинский поп-альбом « #AQQE (Deluxe Edition)»
- В столице страны Сан-Хуане на «Аллее славы» открыта звезда Рики 03 февраля 2016 года. Свою звезду певец открывал лично и был сильно растроган. При этом открытие звезды певца позволило завершить первый этап проекта «Аллея славы», где сейчас красуется 40 звёзд.

### Награды
- Грэмми
  - 1999 — Лучший латиноамериканский поп-альбом — за Vuelve
- Латинская Грэмми
  - 2001 — Лучшее короткое музыкальное видео — за She Bangs
  - 2007 — Лучший мужской поп-альбом — за MTV Unplugged
  - 2007 — Лучший музыкальный фильм — за MTV Unplugged